# Olavi Lanu
Olavi Lanu, (Viipurin maalaiskunta, 10 de julio de 1925 – Lahti, 11 de mayo de 2015) fue un escultor finlandés.
Formó parte de la Bienal de Venecia de 1978 y tuvo mucha publicidad. Las esculturas de Lanu se pueden ver ejemplo en Lanu-puisto. Las esculturas de Lanu se pueden ver ejemplo en Lanu-puisto. Solía usar muchos tipos de materiales como madera, cobre y concreto, pero trató de hacer superficie para imitar formas naturales, por ejemplo, musgo, corteza y arena.
Olavi Lanu también ha sido referente del llamado Land Art.

## Algunos trabajos
- Elämää suomalaismetsässä (1978)
- Kaari
- Keko
- Lehmus
- Rankakasa
- The three stones (1985)